# Kroniki Riddicka: Assault on Dark Athena
Kroniki Riddicka: Assault on Dark Athena (ang. The Chronicles of Riddick: Assault on Dark Athena) – fantastycznonaukowa komputerowa gra akcji wyprodukowana przez Starbreeze Studios i wydana przez Atari. Jej premiera miała miejsce w 2009 roku na platformy Microsoft Windows, PlayStation 3 i Xbox 360. W 2010 ukazał się port na system OS X. Stanowi połączenie remake′a Ucieczki z Butcher Bay z jej sequelem, kampanią Assault on Dark Athena. W produkcję tytułu został włączony Vin Diesel, aktor użyczający głosu i wizerunku głównemu bohaterowi.
Według Iana Stevensa z Tigon Studios decyzję o stworzeniu remake′a podjęto, gdyż Microsoft nie zapewnił kompatybilności wstecznej konsoli Xbox 360 z Ucieczką z Butcher Bay, ponadto przed wydaniem kontynuacji chciano dotrzeć do większego grona graczy.
W Assault on Dark Athena poprawiono oprawę graficzną i sztuczną inteligencję oraz zawarto tryb gry wieloosobowej. Rozbudowano także tryb dla pojedynczego gracza o ucieczkę Riddicka ze statku kosmicznego Dark Athena, należącego do grupy najemników.
W lipcu 2013 roku Vin Diesel ujawnił, że firma Starbreeze Studios wraz z Tigon Studios pracuje nad trzecią grą komputerową z Riddickiem w roli głównej, która ma być grą w stylu MMO i koncentrować się na pracy najemników.

## Tworzenie
22 maja 2007 The Chronicles of Riddick: Assault on Dark Athena została zapowiedziana przez Vivendi jako remake Ucieczki z Butcher Bay z bonusowym rozdziałem Assault on Dark Athena oraz trybem gry wieloosobowej. Produkcja miała zostać wydana pod koniec 2007 roku przez Sierra Entertainment, filię Vivendi.
W grudniu 2007 roku po fuzji Activision z Vivendi Games i utworzeniu Activision Blizzard ogłoszono, że produkcja gier Assault on Dark Athena, Brütal Legend, Ghostbusters: The Video Game i kilku innych została porzucona. Tytuły te zostały wystawione na sprzedaż innym wydawcom. We wrześniu 2008 roku Starbreeze Studios potwierdziło, że gra jest nadal rozwijana, a prace są niemal na ukończeniu. W listopadzie tego samego roku Atari ogłosiło, że uzyskało prawa do m.in. Assault on Dark Athena i Ghostbusters: The Video Game. Firma oświadczyła także, że zawarła umowę z Universal Studios w celu stworzenia innych gier na licencji The Chronicles of Riddick. Assault on Dark Athena wydano w kwietniu 2009 w Ameryce Północnej, Europie i Australii.